# .hack//Quarantine
.hack//Quarantine est un jeu vidéo sorti en avril 2003, basé sur le projet .hack.
Ce jeu est disponible uniquement sur PlayStation 2. Il est la quatrième et dernière partie du jeu. Les précédentes parties sont : .hack//Infection, .hack//Mutation et .hack//Outbreak.
C'est un jeu vidéo de rôle basé sur des terrains de différents niveaux avec chacun un donjon.